# Llista de peixos de Bulgària

Localització de Bulgària a Europa

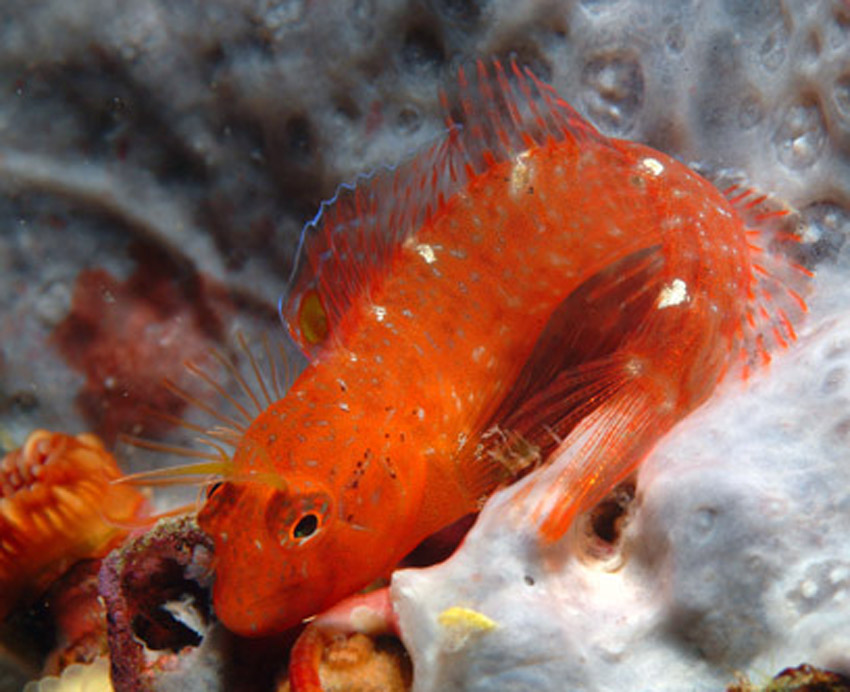
Rabosa petita (Parablennius zvonimiri)

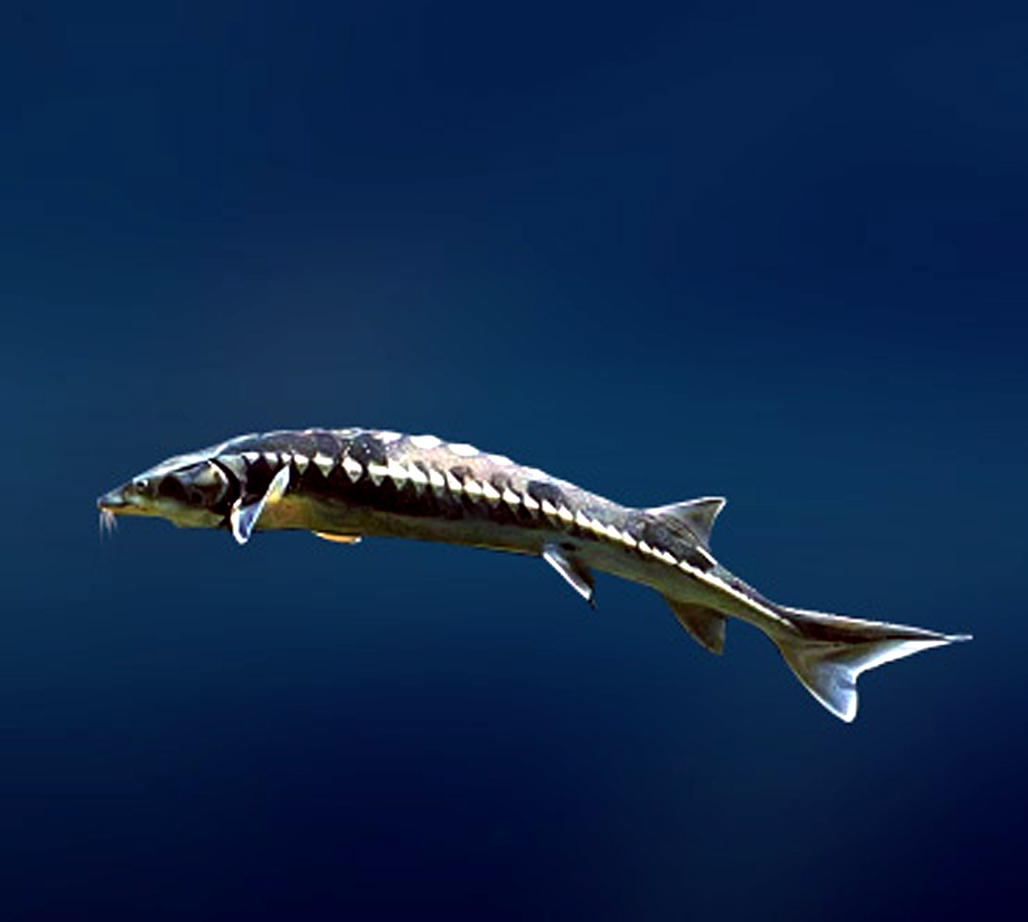
Esturió comú (Acipenser sturio)

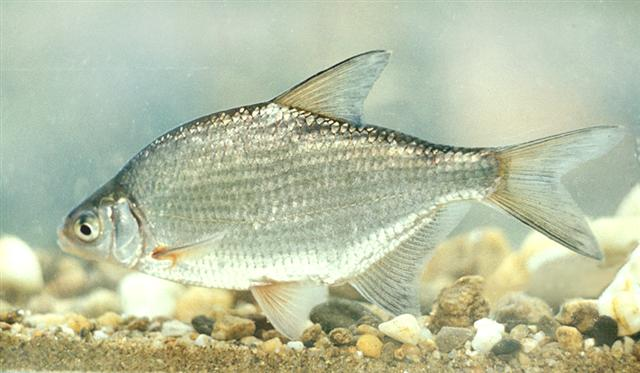
Blicca bjoerkna

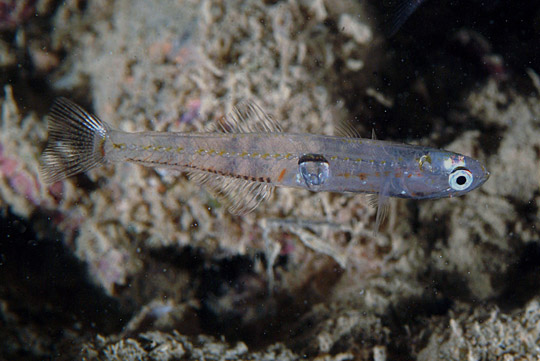
Xanguet (Aphia minuta)

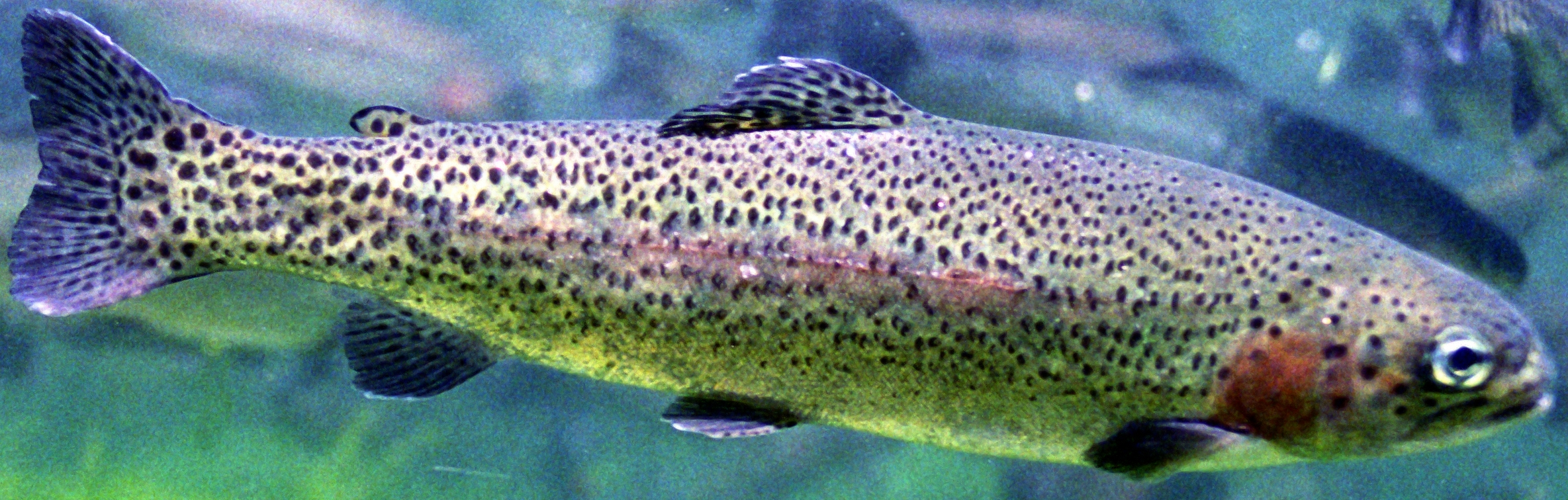
Truita arc de Sant Martí (Oncorhynchus mykiss)

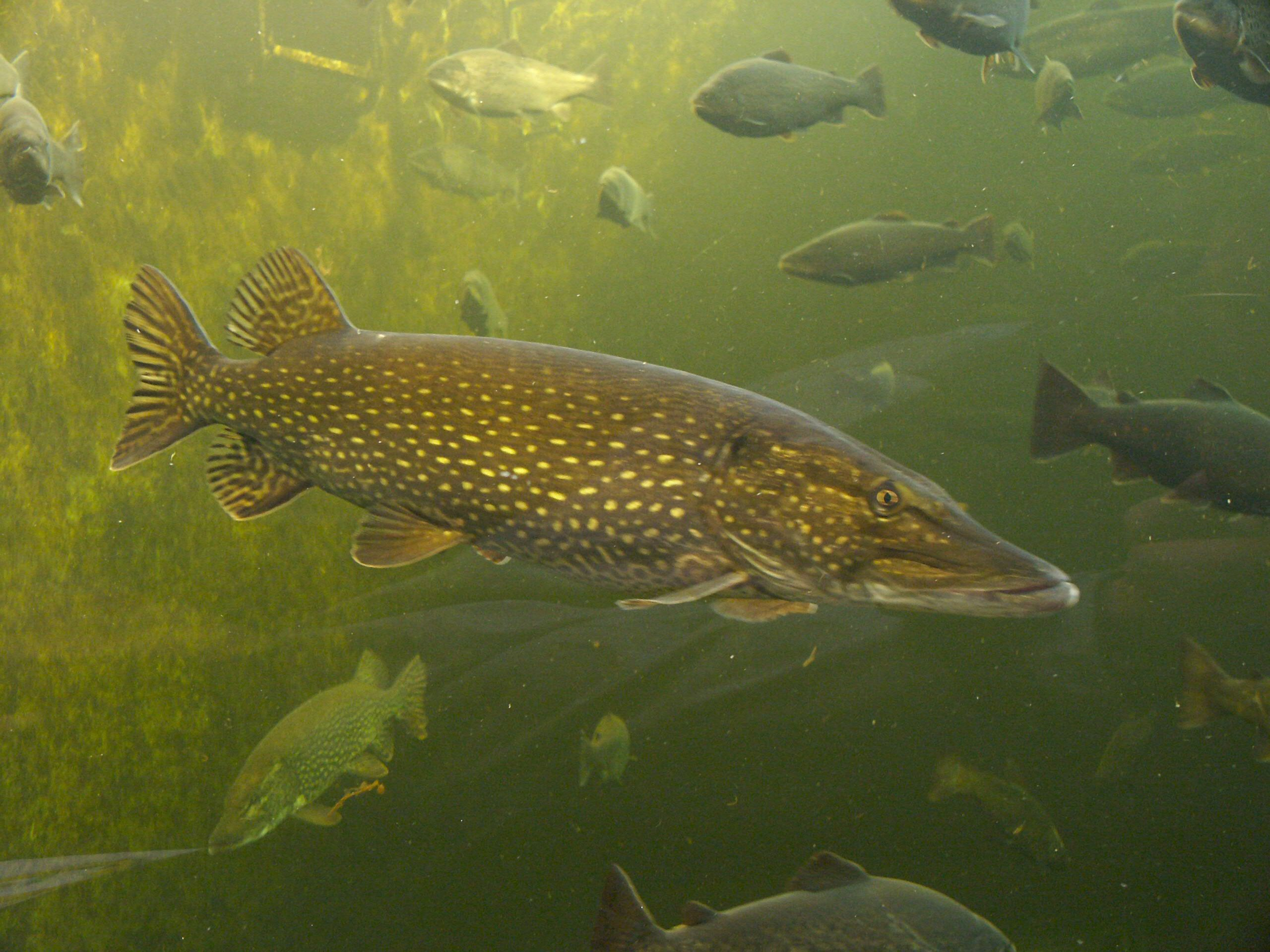
Lluç de riu (Esox lucius)

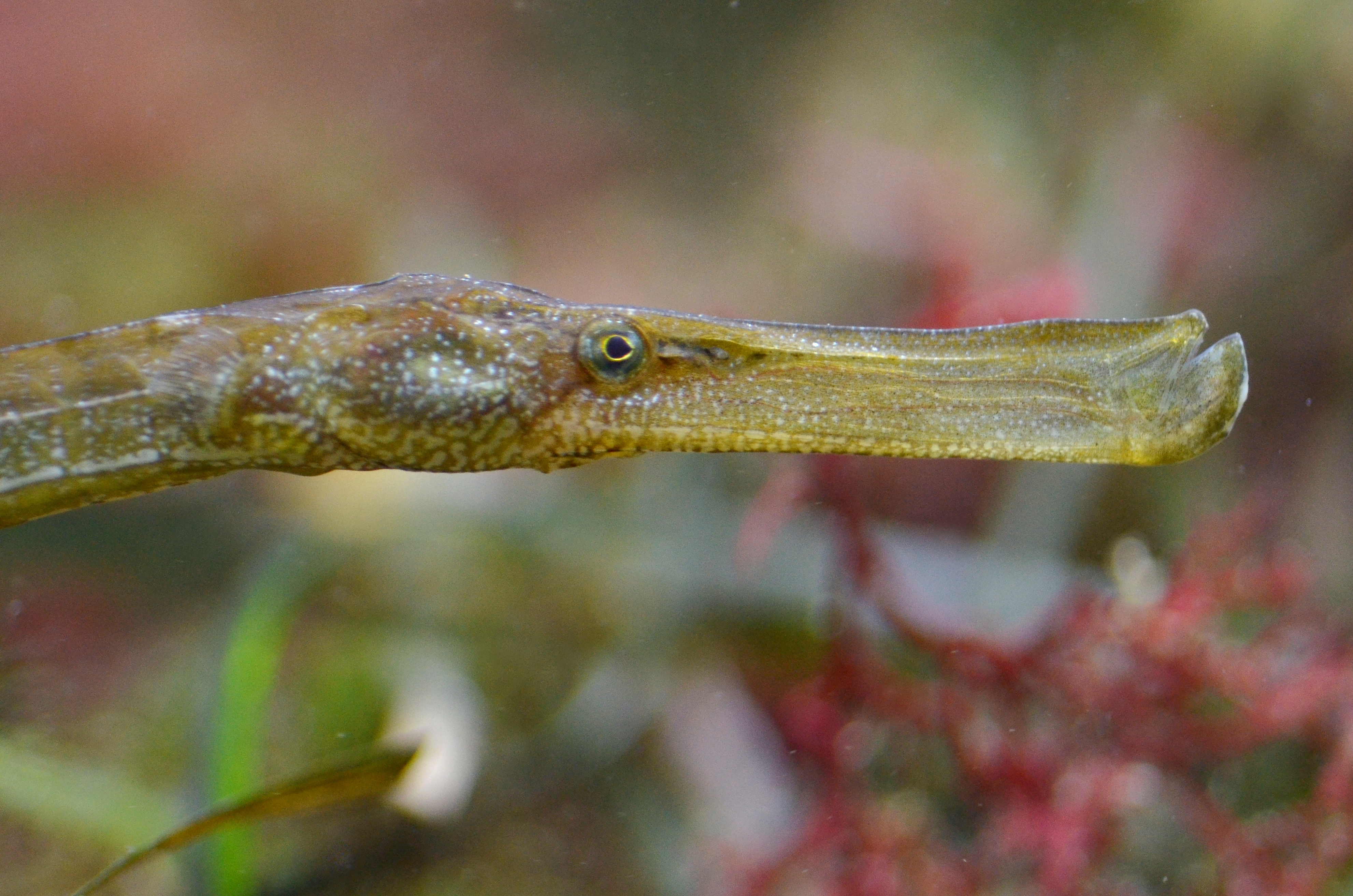
Serpentí (Syngnathus typhle)

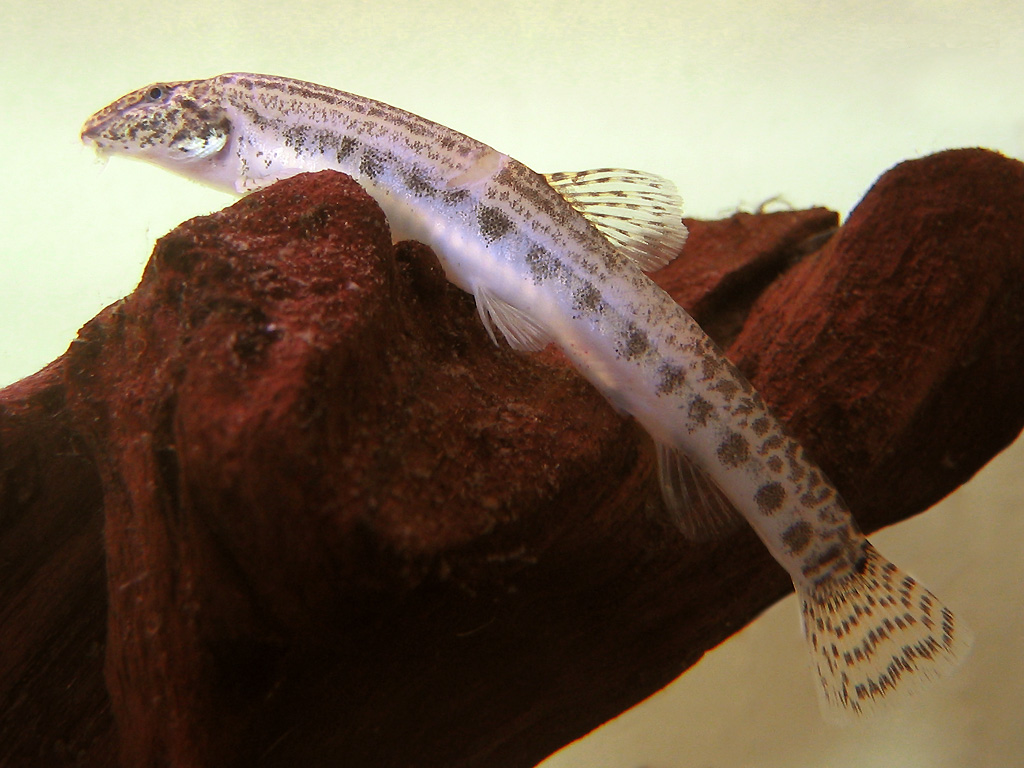
Gatet (Cobitis taenia)

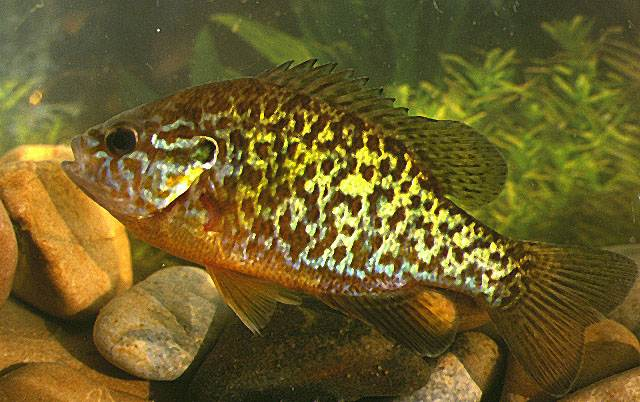
Peix sol (Lepomis gibbosus)

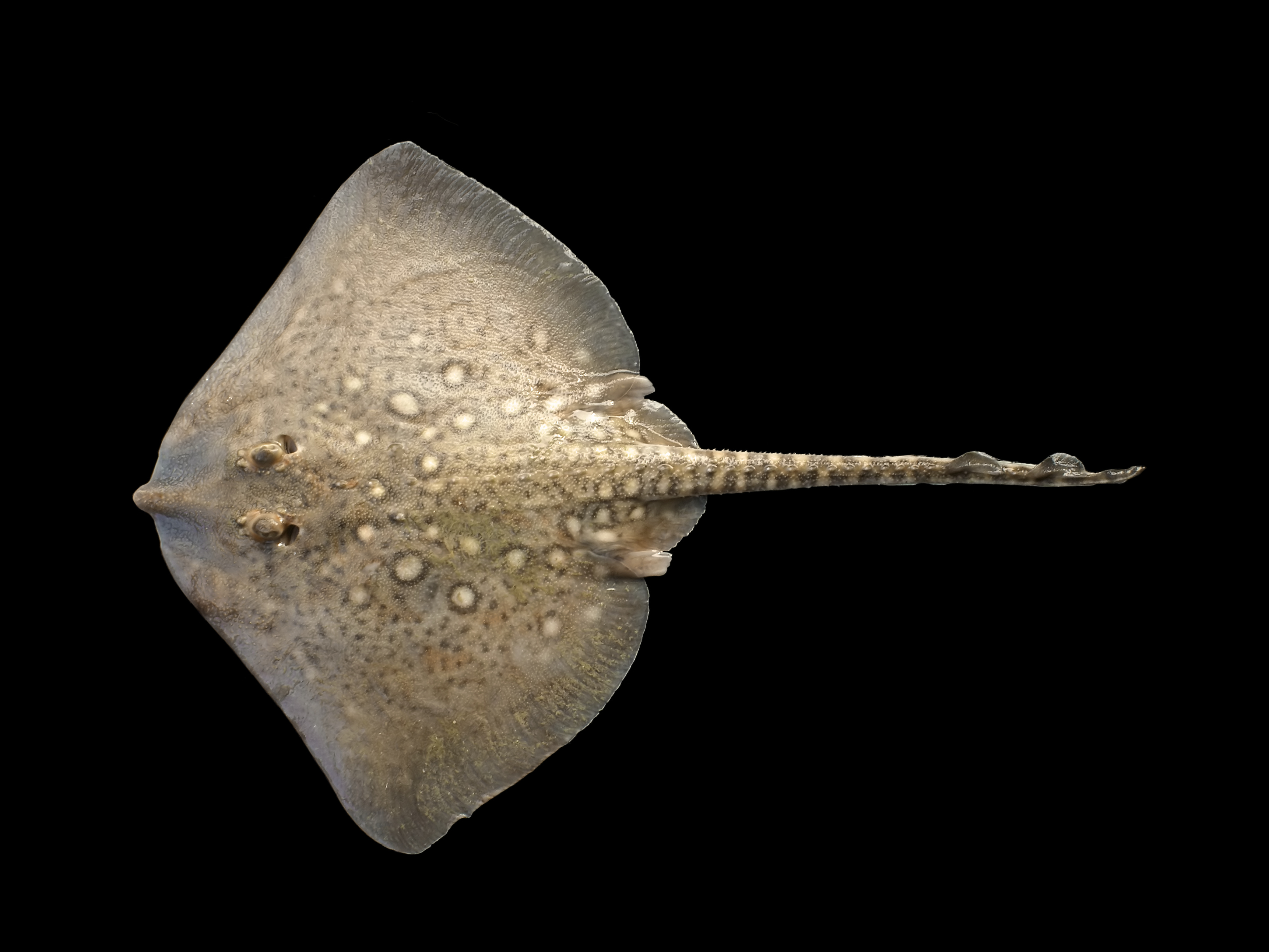
Clavellada (Raja clavata)

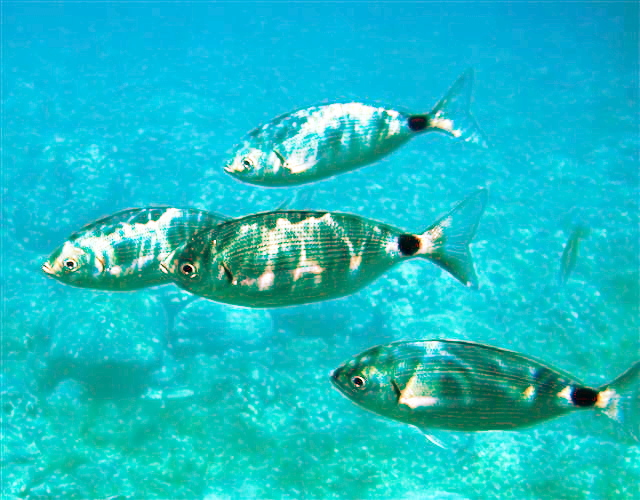
Oblada (Oblada melanura)

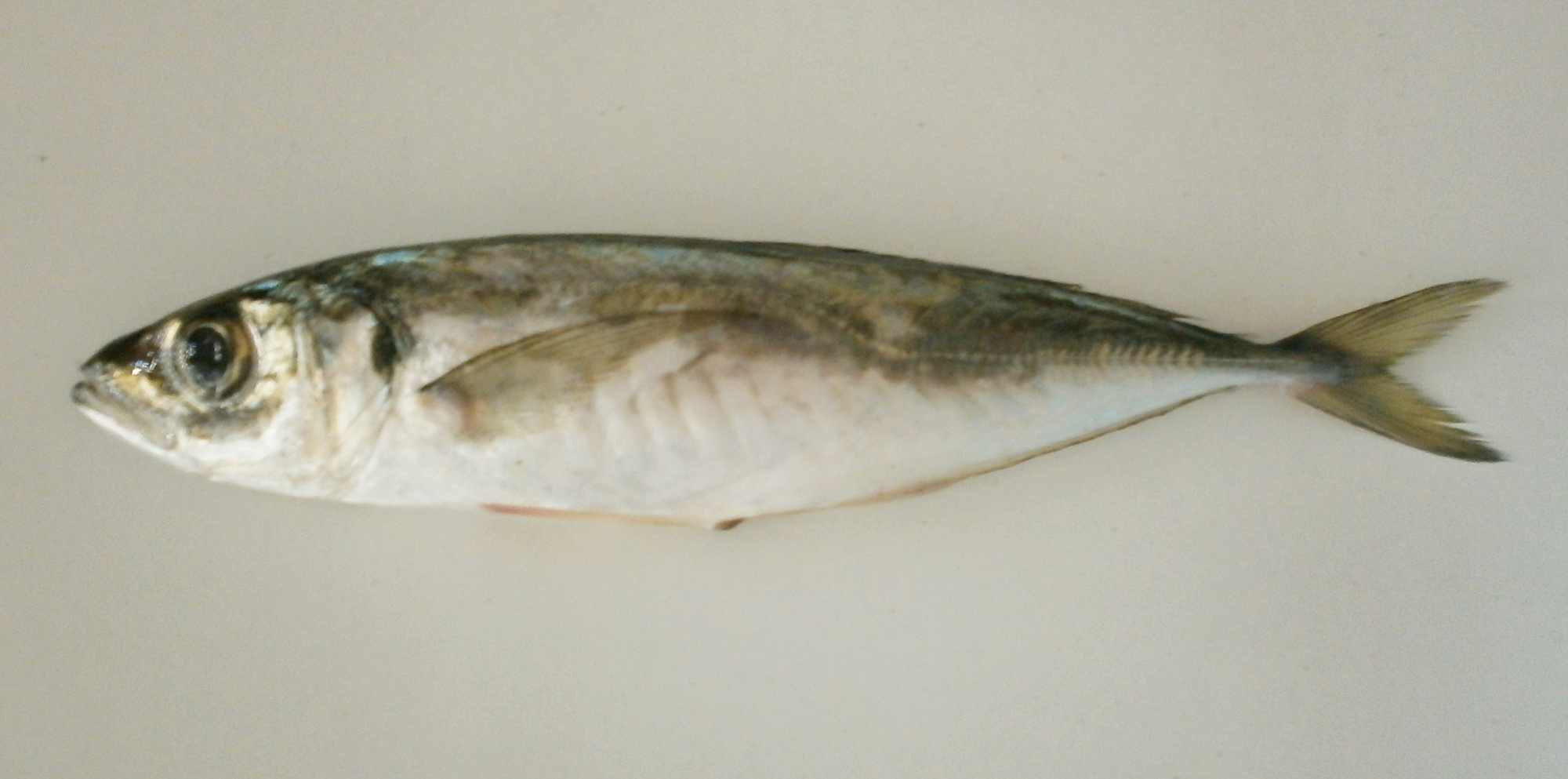
Sorell blancal (Trachurus mediterraneus)

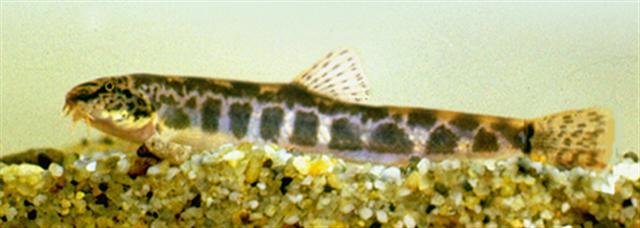
Sabanejewia bulgarica

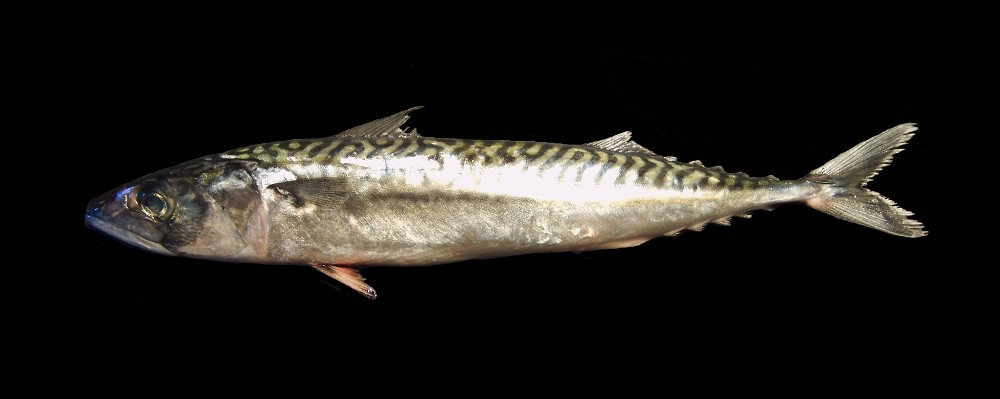
Verat (Scomber scombrus)

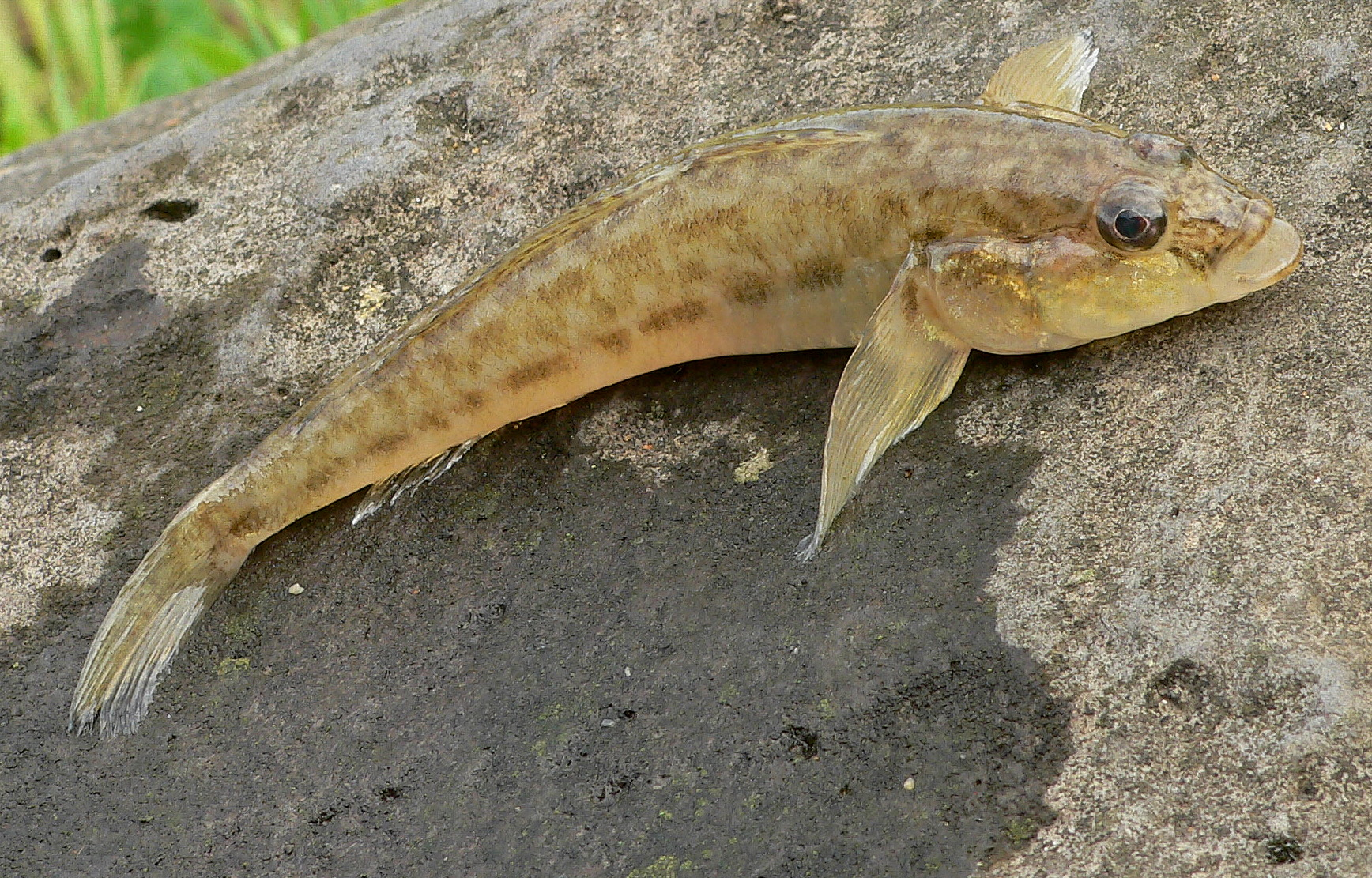
Neogobius fluviatilis

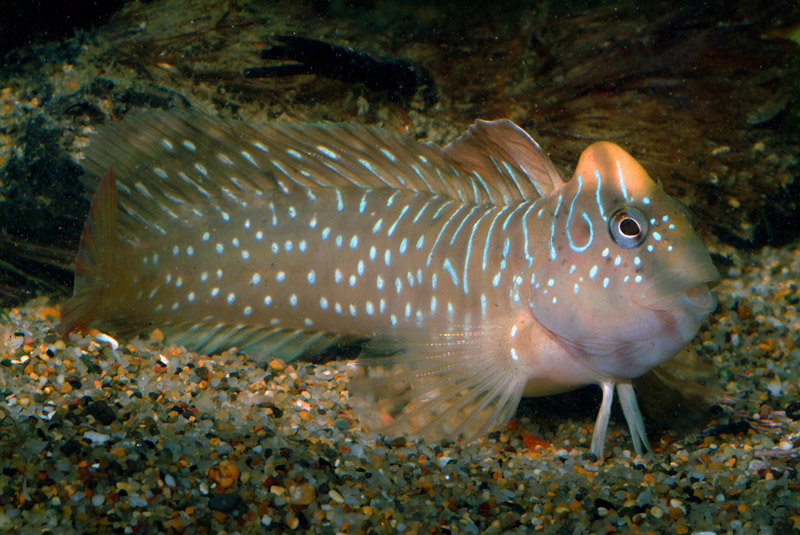
Bavosa de bassa (Salaria pavo)

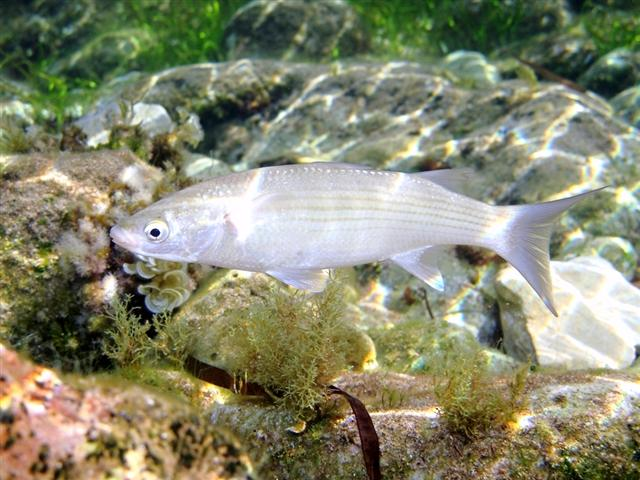
Llissa vera (Chelon labrosus)

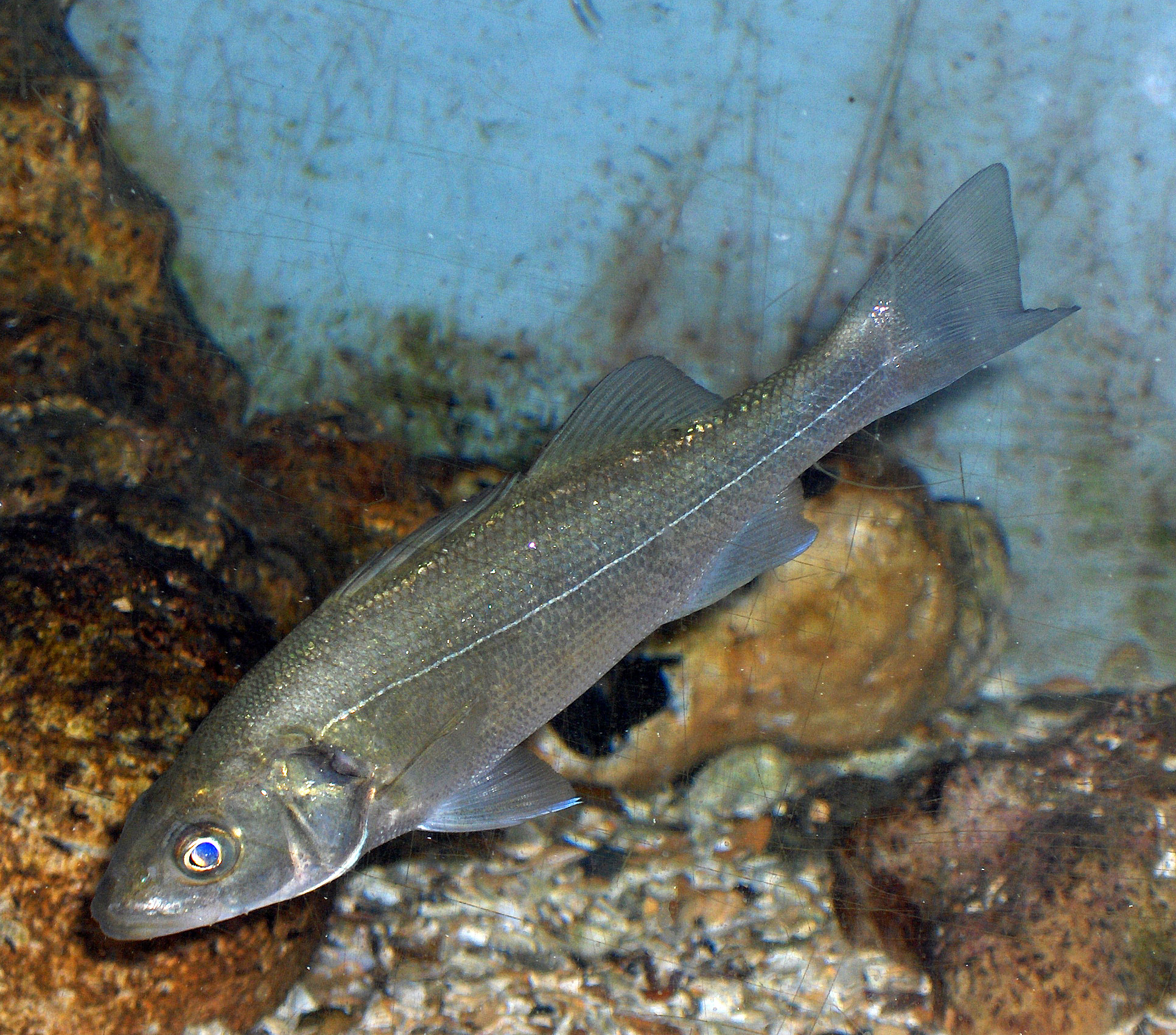
Llobarro (Dicentrarchus labrax)

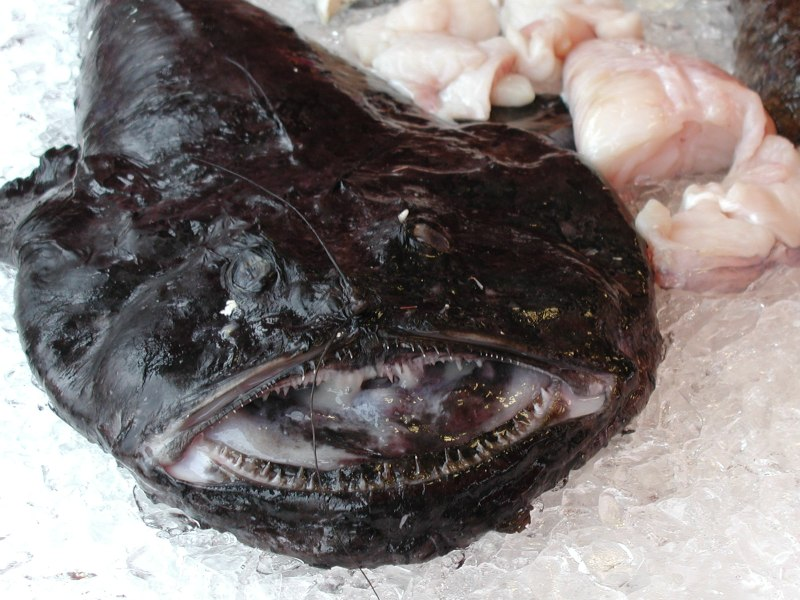
Rap (Lophius piscatorius)

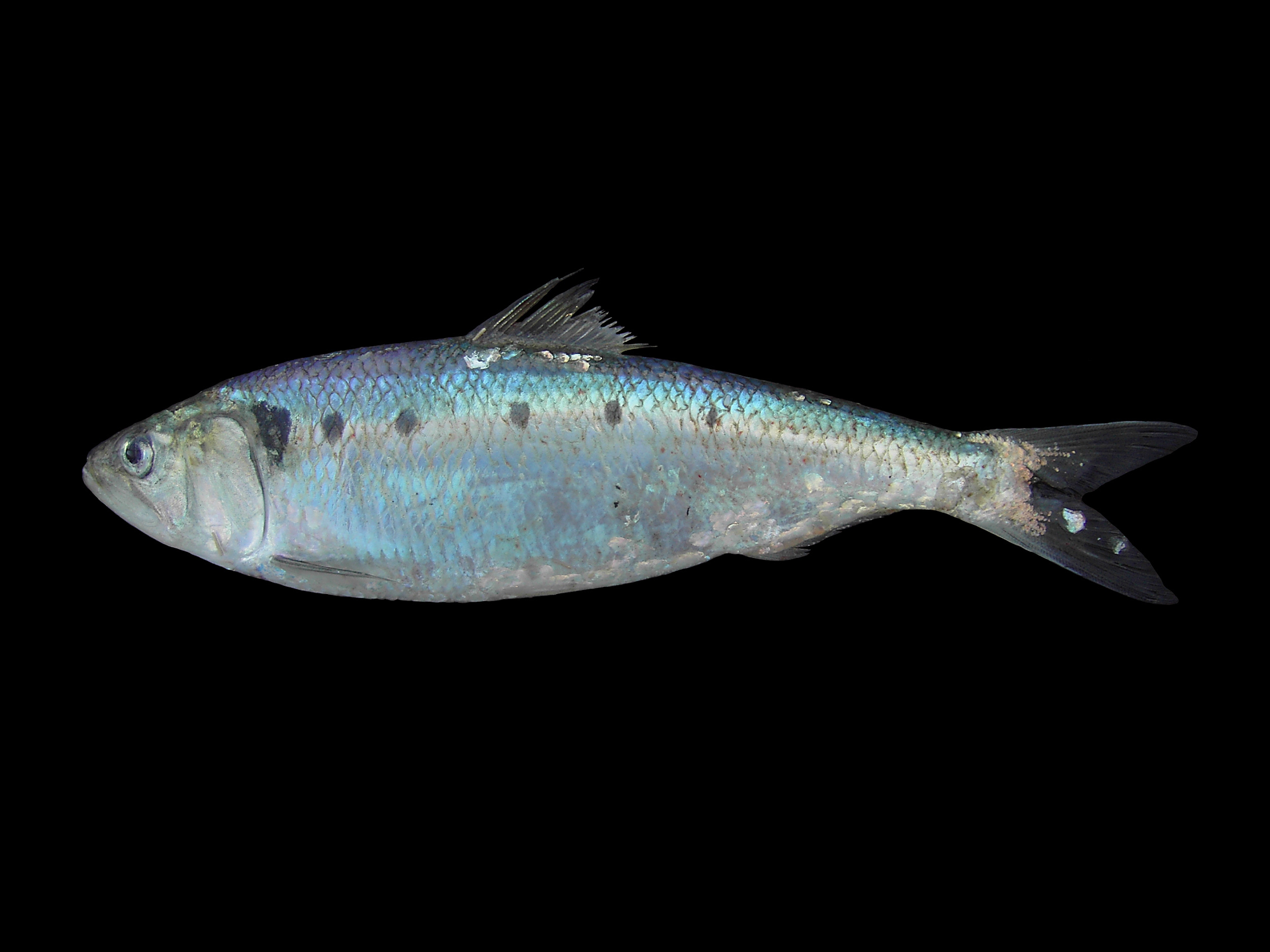
Alosa fallax

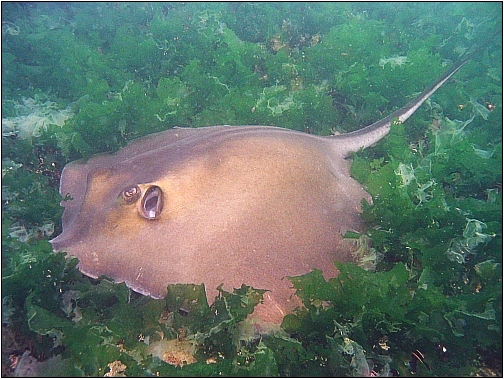
Escurçana (Dasyatis pastinaca)

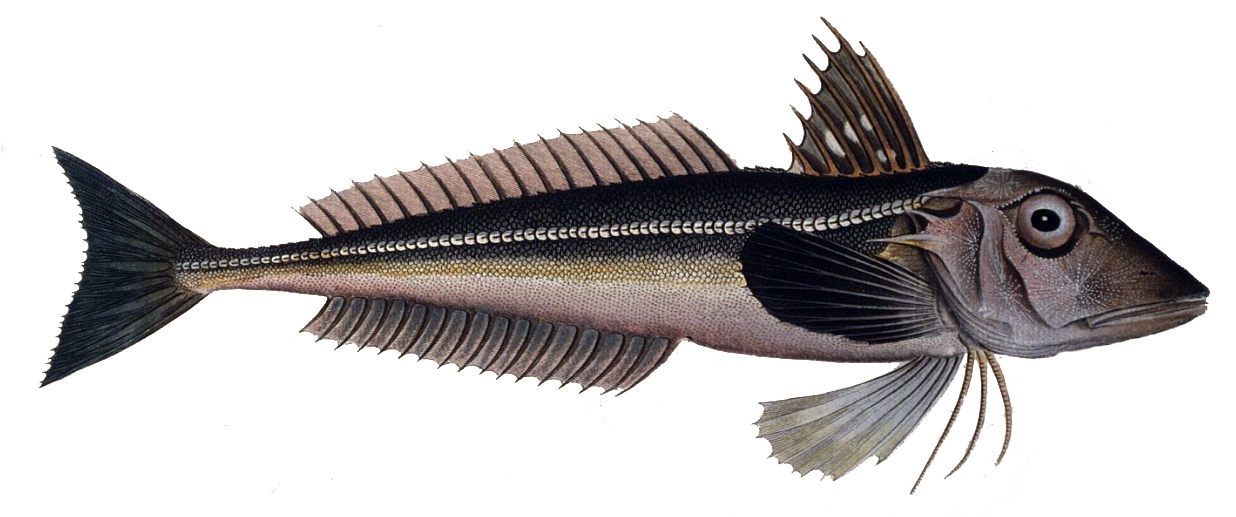
Lluerna verda (Eutrigla gurnardus)

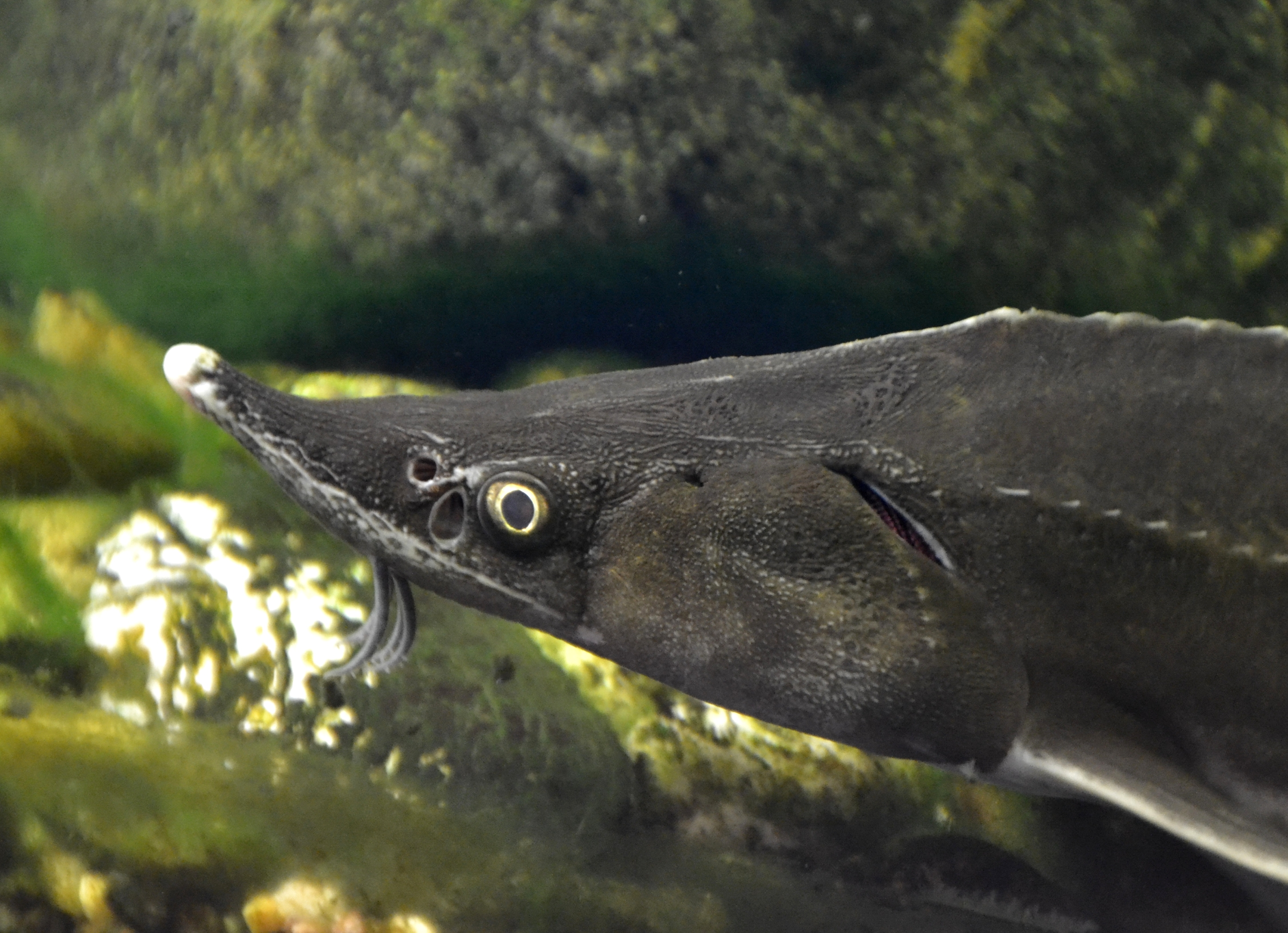
Esterlet (Acipenser ruthenus)

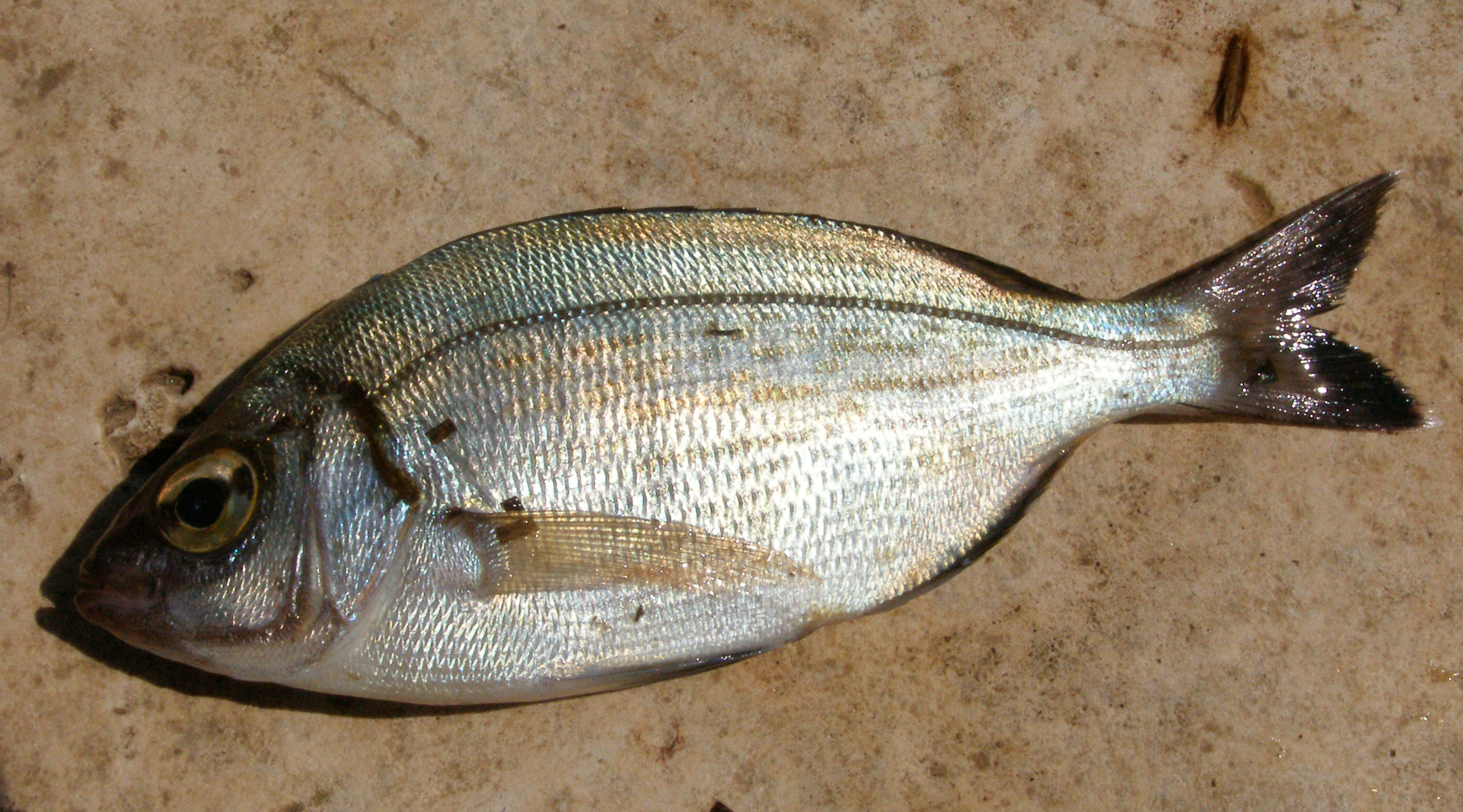
Càntera (Spondyliosoma cantharus)

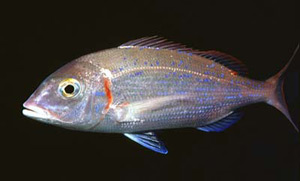
Pagell (Pagellus erythrinus)

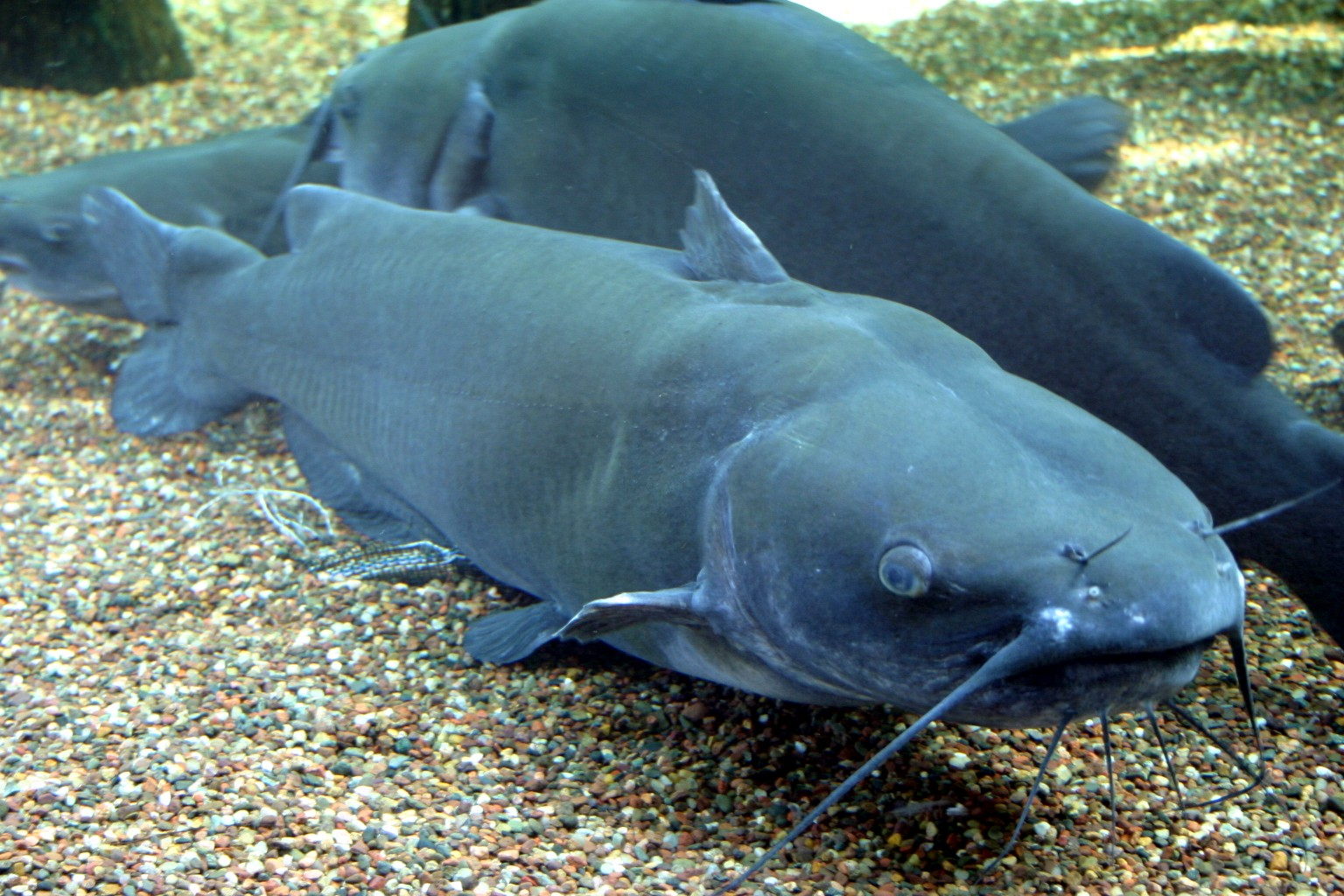
Peix gat americà (Ictalurus punctatus)

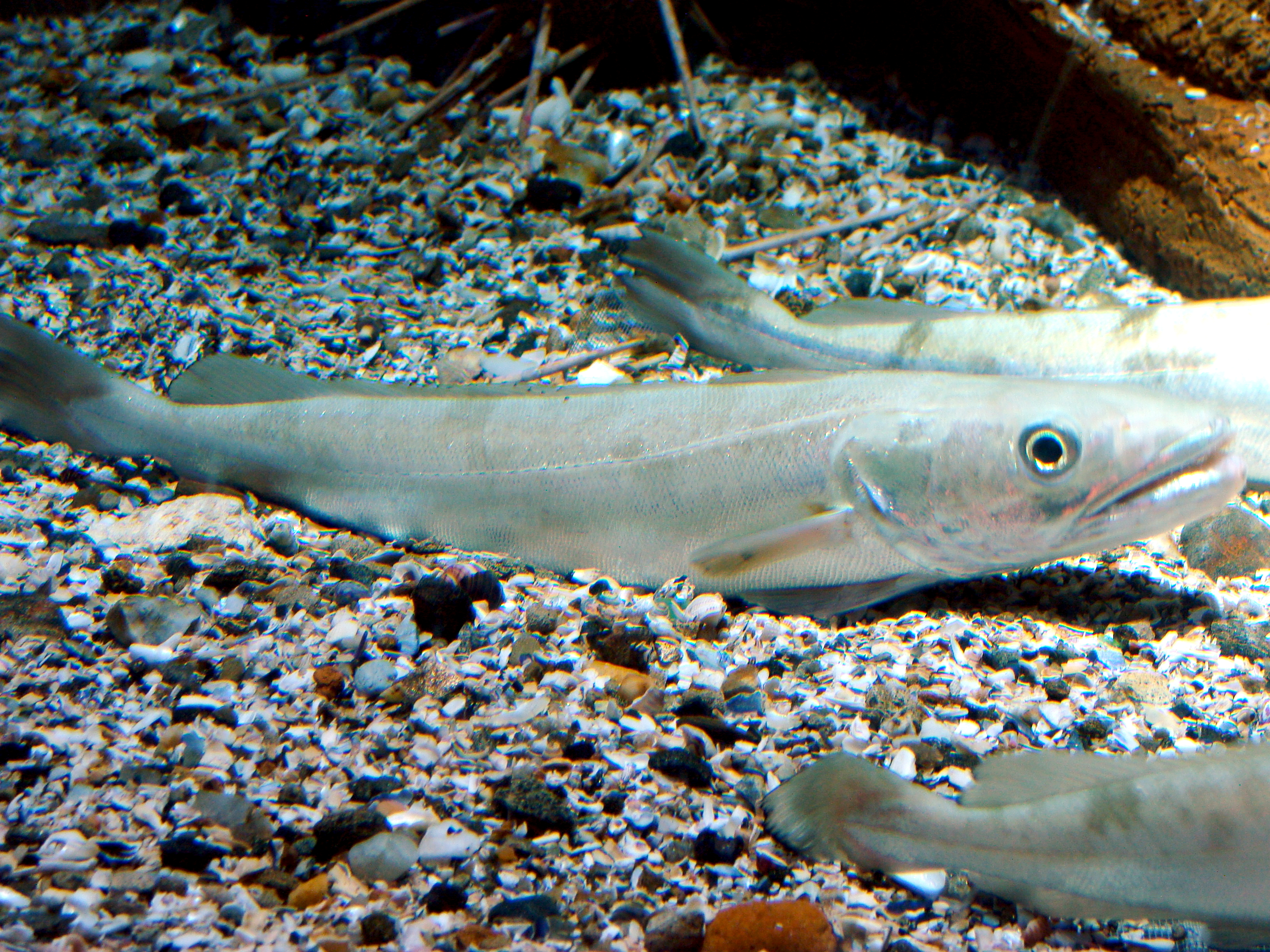
Lluç europeu (Merluccius merluccius)

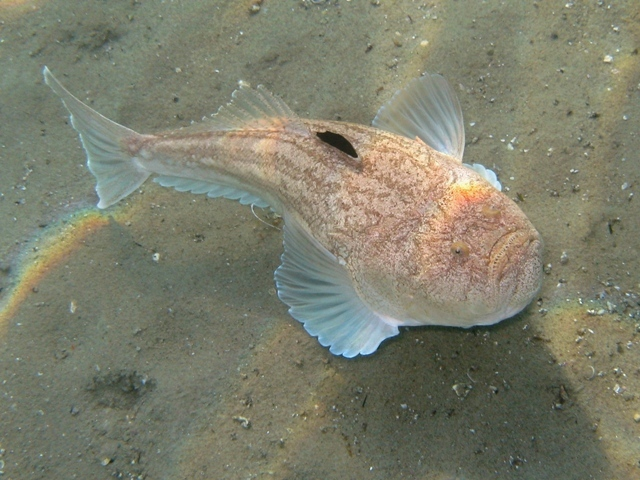
Rata (Uranoscopus scaber)

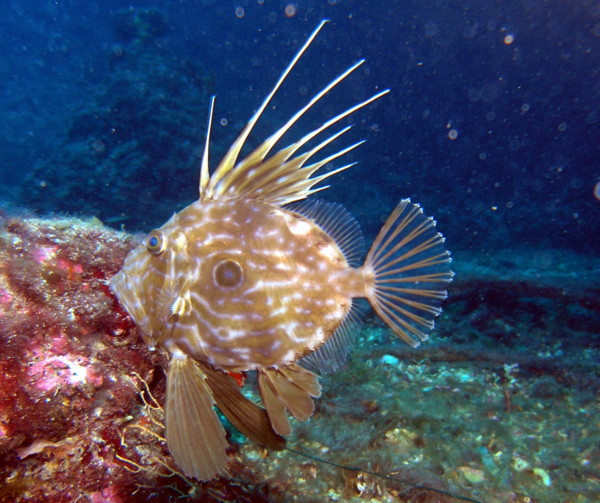
Gall (Zeus faber)

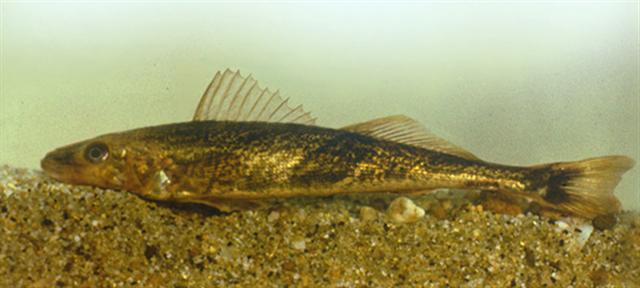
Zingel zingel

Aquesta llista de peixos de Bulgària -incompleta- inclou 222 espècies de peixos que es poden trobar a Bulgària ordenades per l'ordre alfabètic de llur nom científic.

## A
- Abramis brama
- Acipenser gueldenstaedtii
- Acipenser nudiventris
- Acipenser ruthenus
- Acipenser stellatus
- Acipenser sturio
- Aidablennius sphynx
- Alburnoides bipunctatus
- Alburnus alburnus
- Alburnus chalcoides
- Alburnus danubicus
- Alburnus mandrensis
- Alburnus schischkovi
- Alburnus thessalicus
- Alosa caspia caspia
- Alosa fallax
- Alosa immaculata
- Alosa maeotica
- Alosa tanaica[1]
- Ameiurus nebulosus
- Anguilla anguilla
- Aphia minuta
- Apletodon bacescui
- Arnoglossus kessleri
- Atherina boyeri
- Atherina hepsetus
- Auxis rochei

## B
- Babka gymnotrachelus
- Ballerus ballerus
- Ballerus sapa
- Barbatula barbatula
- Barbus barbus
- Barbus bergi
- Barbus cyclolepis
- Barbus meridionalis
- Barbus petenyi
- Barbus strumicae
- Barbus tauricus
- Belone euxini
- Benthophiloides brauneri
- Benthophilus stellatus
- Blennius ocellaris
- Blicca bjoerkna
- Boops boops

## C
- Callionymus pusillus
- Callionymus risso
- Carassius carassius
- Carassius gibelio
- Chelidonichthys lucerna
- Chelon labrosus
- Chondrostoma nasus
- Chondrostoma vardarense
- Chromis chromis
- Chromogobius quadrivittatus
- Clupeonella cultriventris
- Cobitis albicoloris[2]
- Cobitis elongata
- Cobitis pontica
- Cobitis rhodopensis[3]
- Cobitis strumicae
- Cobitis taenia
- Conger conger
- Coregonus albula
- Coregonus lavaretus
- Coregonus peled
- Coris julis
- Coryphoblennius galerita
- Cottus gobio
- Cottus haemusi[4]
- Ctenolabrus rupestris
- Ctenopharyngodon idella
- Cyprinus carpio

## D
- Dasyatis pastinaca
- Dentex dentex
- Dicentrarchus labrax
- Diplecogaster bimaculata
- Diplodus annularis
- Diplodus puntazzo
- Diplodus sargus sargus
- Diplodus vulgaris

## E
- Echeneis naucrates
- Engraulis encrasicolus
- Esox lucius
- Eudontomyzon mariae
- Euthynnus alletteratus
- Eutrigla gurnardus

## G
- Gaidropsarus mediterraneus
- Gambusia affinis
- Gambusia holbrooki
- Gasterosteus aculeatus
- Gobio bulgaricus
- Gobio kovatschevi
- Gobius bucchichi
- Gobius cobitis
- Gobius niger
- Gobius paganellus
- Gymnammodytes cicerelus
- Gymnocephalus baloni
- Gymnocephalus cernua
- Gymnocephalus schraetser

## H
- Hippocampus guttulatus
- Hucho hucho
- Huso huso
- Hypophthalmichthys nobilis

## I
- Ictalurus punctatus
- Ictiobus bubalus
- Ictiobus cyprinellus
- Ictiobus niger

## K
- Knipowitschia caucasica
- Knipowitschia longecaudata

## L
- Lepadogaster candolii
- Lepadogaster lepadogaster
- Lepomis gibbosus
- Leucaspius delineatus
- Leuciscus aspius
- Leuciscus idus
- Lichia amia
- Lithognathus mormyrus
- Liza aurata
- Liza haematocheila
- Liza ramada
- Liza saliens
- Lophius piscatorius
- Lota lota

## M
- Merlangius merlangus
- Merluccius merluccius
- Mesogobius batrachocephalus
- Misgurnus fossilis
- Mugil cephalus
- Mullus barbatus ponticus
- Mylopharyngodon piceus

## N
- Naucrates ductor
- Neogobius fluviatilis
- Neogobius melanostomus
- Nerophis ophidion

## O
- Oblada melanura
- Oncorhynchus mykiss
- Ophidion rochei
- Oxynoemacheilus bureschi

## P
- Pagellus erythrinus
- Parablennius sanguinolentus
- Parablennius tentacularis
- Parablennius zvonimiri
- Pegusa lascaris
- Pelecus cultratus
- Perca fluviatilis
- Perccottus glenii
- Petroleuciscus borysthenicus
- Phoxinus phoxinus
- Phoxinus strandjae
- Platichthys flesus
- Pomatoschistus marmoratus
- Pomatoschistus minutus
- Ponticola cephalargoides
- Ponticola kessleri
- Ponticola ratan
- Ponticola syrman
- Proterorhinus marmoratus
- Proterorhinus semilunaris
- Pseudorasbora parva
- Pungitius platygaster

## R
- Raja clavata
- Rhodeus amarus
- Romanogobio kesslerii
- Romanogobio uranoscopus
- Rutilus frisii
- Rutilus rutilus

## S
- Sabanejewia balcanica
- Sabanejewia bulgarica
- Salaria pavo
- Salmo labrax
- Salvelinus fontinalis
- Sander lucioperca
- Sander marinus
- Sander volgensis
- Sarda sarda
- Sardina pilchardus
- Sardinella aurita
- Sarpa salpa
- Scardinius erythrophthalmus
- Sciaena umbra
- Scomber scombrus
- Scophthalmus maeoticus
- Scophthalmus maximus
- Scophthalmus rhombus
- Scorpaena porcus
- Serranus cabrilla
- Serranus scriba
- Silurus glanis
- Sparus aurata
- Sphyraena sphyraena
- Spicara maena
- Spicara smaris
- Spondyliosoma cantharus
- Sprattus sprattus
- Squalius cephalus
- Squalius orpheus
- Squalus blainville
- Symphodus cinereus
- Symphodus ocellatus
- Symphodus roissali
- Symphodus tinca
- Syngnathus abaster
- Syngnathus schmidti
- Syngnathus tenuirostris
- Syngnathus typhle
- Syngnathus variegatus

## T
- Thunnus thynnus
- Thymallus thymallus
- Tinca tinca
- Trachinus draco
- Trachurus mediterraneus
- Trachurus trachurus

## U
- Umbrina cirrosa
- Uranoscopus scaber

## V
- Vimba melanops
- Vimba vimba

## X
- Xiphias gladius

## Z
- Zeus faber
- Zingel streber
- Zingel zingel
- Zosterisessor ophiocephalus[5]